# Volkan Işık

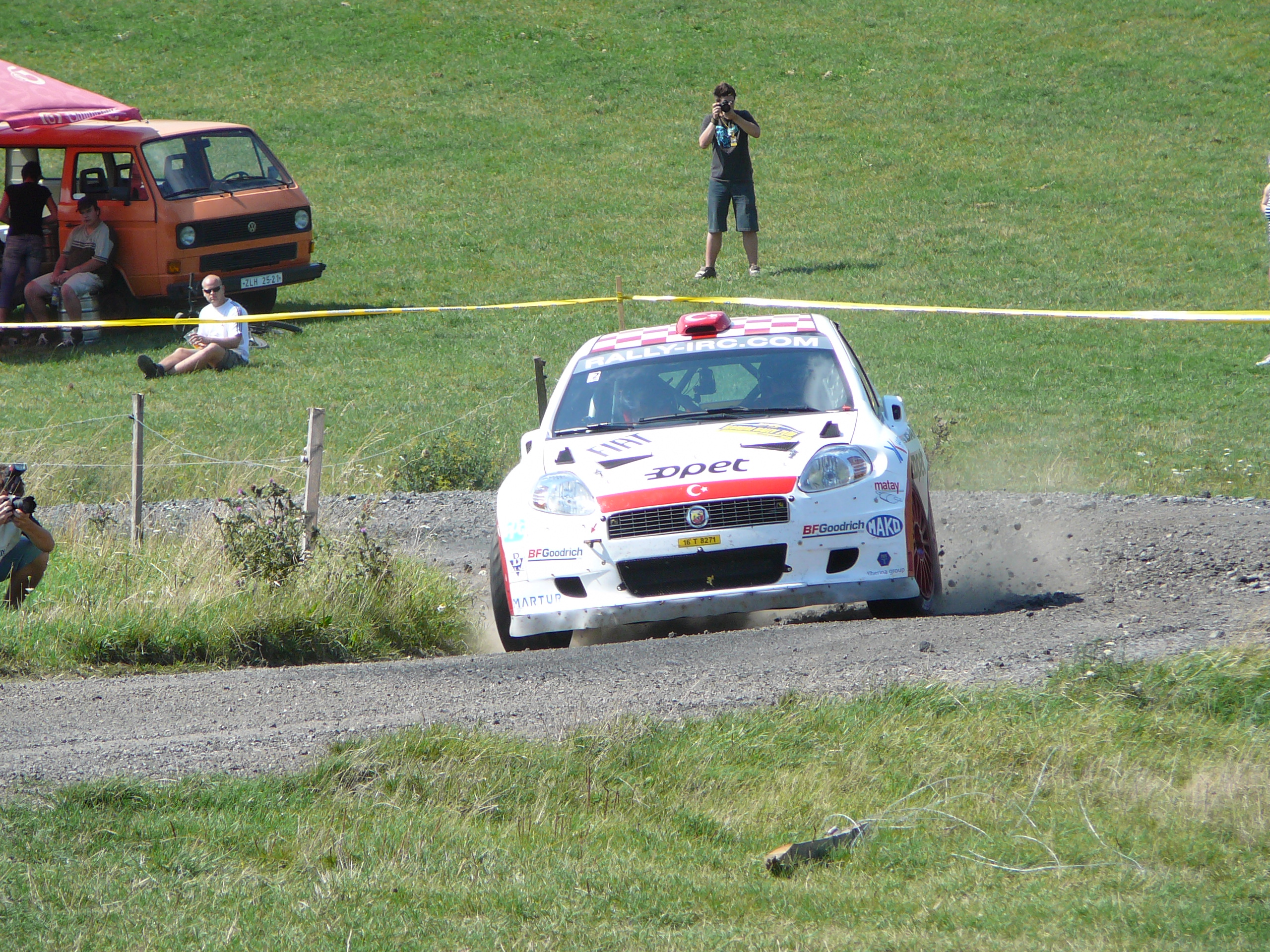
Volkan Işık – Fiat Abarth Grande Punto S2000

Volkan Işık (ur. 11 września 1967 w Stambule) – turecki kierowca rajdowy. W swojej karierze zdobył 2 punkty w Mistrzostwach Świata.
W 1998 roku Işık zadebiutował w Rajdowych Mistrzostwach Świata. Pilotowany przez İlhama Dökümcü i jadący Toyotą Celiką GT-Four zajął wówczas 15. miejsce w Rajdzie Portugalii. W 1999 roku startował wraz z pilotem Erkanem Bodurem w teamie Toyota Mobil Team Turkey samochodem Toyota Corolla WRC w serii FIA Teams' Cup, czyli rywalizacji zespołów fabrycznych. Zwyciężył w Rajdzie Portugalii, Finlandii, Chin i San Remo. W Rajdzie Chin zajął 6. miejsce w klasyfikacji generalnej i zdobył tym samym 1 punkt w Mistrzostwach Świata (jedyny w dotychczasowej karierze). Od 2003 do 2006 roku Turek sporadycznie występował w rajdach MŚ, głównie samochodami marki FIAT w barwach dwóch zespołów - Fiat Abarth Motorsport i Fiat Motorsporları.
Sukcesy w rajdach Işık osiągał także w mistrzostwach Turcji oraz Mistrzostwach Europy. W 1995 roku został rajdowym mistrzem kraju, a w 1996 roku wywalczył wicemistrzostwo. W 2007 roku zajął 2. miejsce jadąc Fiatem Abarthem Grande Punto S2000 z pilotem Kaanem Özşenlerem zajął 2. miejsce w Mistrzostwach Europy za Simonem Jeanem-Josephem. W tamtej edycji zwyciężył w greckim Rajdzie Elpa. Z kolei w 2008 roku był trzeci w Mistrzostwach Europy za Luką Rossettim i Michałem Sołowowem.

## Występy w mistrzostwach świata
| Sezon | Zespół                   | Samochód                | 1      | 2       | 3      | 4             | 5         | 6         | 7         | 8         | 9             | 10        | 11      | 12              | 13        | 14              | 15            | 16              | Punkty | Miejsce |
| ----- | ------------------------ | ----------------------- | ------ | ------- | ------ | ------------- | --------- | --------- | --------- | --------- | ------------- | --------- | ------- | --------------- | --------- | --------------- | ------------- | --------------- | ------ | ------- |
| 1998  | Toyota Mobil Team Turkey | Toyota Celica GT-Four   | Monako | Szwecja | Kenia  | 15            | Hiszpania | 17        | Argentyna | 10        | Nowa Zelandia | NU        | NU      | 33              | NU        |                 |               |                 | 0      | -       |
| 1999  | Toyota Mobil Team Turkey | Toyota Corolla WRC      | Monako | Szwecja | Kenia  | 7             | 11        | Francja   | NU        | NU        | Nowa Zelandia | 15        | 6       | 15              | Australia | Wielka Brytania |               |                 | 1      | 22.     |
| 2003  | Fiat Abarth Motorsport   | Fiat Palio S1600        | Monako | Szwecja | 22     | Nowa Zelandia | Argentyna | NU        | Cypr      | Niemcy    | Finlandia     | Australia | Włochy  | Francja         | Hiszpania | Wielka Brytania |               |                 | 0      | -       |
| 2004  | Fiat Abarth Motorsport   | Fiat Punto S1600        | Monako | Szwecja | Meksyk | Nowa Zelandia | Cypr      | Grecja    | 21        | Argentyna | Finlandia     | Niemcy    | Japonia | Wielka Brytania | Włochy    | Francja         | Hiszpania     | Australia       | 0      | -       |
| 2005  | Fiat Motorsporları       | Fiat Punto S1600        | Monako | Szwecja | Meksyk | Nowa Zelandia | Włochy    | Cypr      | NU        | Grecja    | Argentyna     | Finlandia | Niemcy  | Wielka Brytania | Japonia   | Francja         | Hiszpania     | Australia       | 0      | -       |
| 2006  | Fiat Motorsporları       | Fiat Punto Abarth S2000 | Monako | Szwecja | Meksyk | Hiszpania     | Francja   | Argentyna | Włochy    | Grecja    | Niemcy        | Finlandia | Japonia | Cypr            | NU        | Australia       | Nowa Zelandia | Wielka Brytania | 0      | -       |